# Oscar Herbert Pfeiffer
Oscar Herbert Pfeiffer (* 16. Januar 1902 in Köln; † 22. April 1996 in Sigmaringen) war ein deutscher Schriftsteller.

## Leben
Oscar Herbert Pfeiffer veröffentlichte seit den Zwanziger Jahren Gedichte und zahlreiche Theaterstücke, später auch Aphorismen, die sich an Sigmund Graff anlehnen, und Hörspiele; er schrieb seine Texte teilweise auf Hochdeutsch, teilweise in Kölner Mundart. Daneben lieferte Pfeiffer journalistische und kulturhistorische Beiträge für diverse rheinische Zeitschriften und Zeitungen, u. a. für das Neue Rheinland, den Kölner Stadt-Anzeiger und die Neue Rhein Zeitung.

## Werke
- Frühe Ernte, Köln [u. a.] 1920
- Pygmalion wird kuriert, Köln 1920
- Die stille Insel, Rendsburg [u. a.] 1922
- Waldhochzeit, Weinböhla b. Dresden 1923
- Lettern sehen dich an, Berlin [u. a.] 1958
- Der Brief des Urias, Berlin [u. a.] 1959
- Irren ist göttlich, Berlin [u. a.] 1959
- Ende der Durchsage, Köln-Lindenthal 1965
- Drei Dramen, Köln-Lindenthal 1966
- Haus-Aphorismen, Köln [u. a.] 1970
- Kölner Aphorismen, Köln 1970
- Ketzereien Kölner Köpfe, Köln o. J. [1981[1]]
- Zwischen Weihrauch und Schwefel, Köln 1988